# Герцеговинський санджак
Герцеговинський санджак (тур. Hersek Sancağı, босн. , серб. , хорв. Hercegovački sandžak) — санджак Османської імперії, що існував на території сучасної Боснії і Герцеговини, Хорватії, Сербії та Чорногорії. Звідси назва історичної області «Стара Герцеговина». Існував у 1470–1833 роках.

## Історія

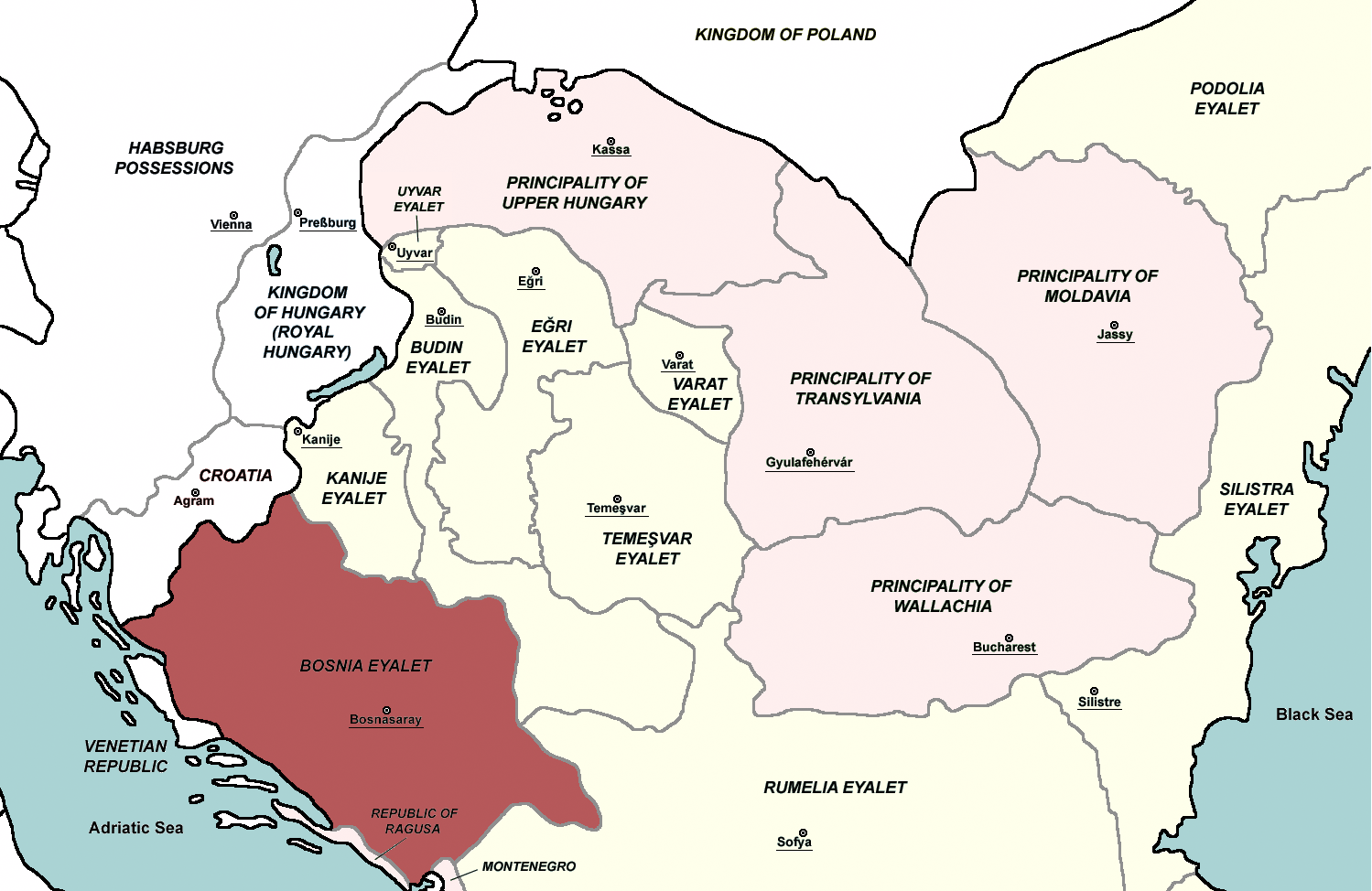
Боснійський еялет 1683 рік

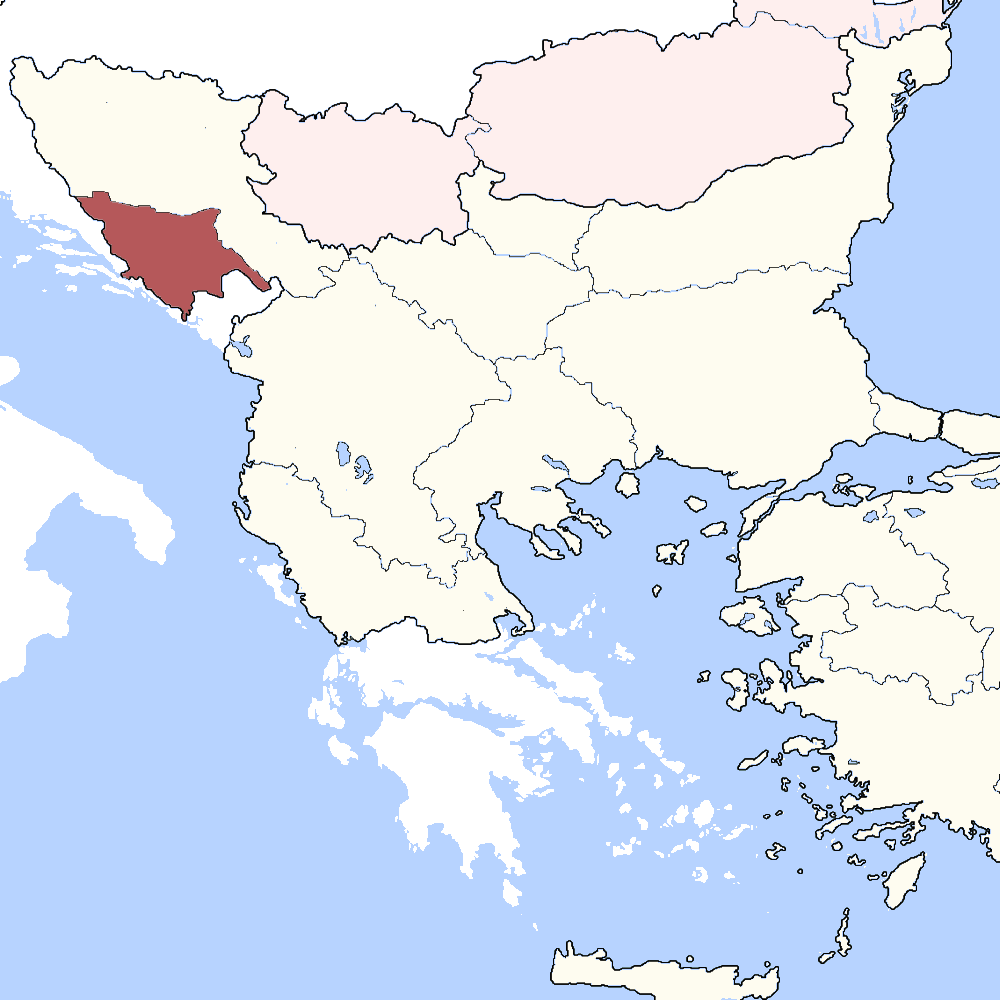
Герцеговинский еялет 1850 рік

Герцеговинський санджак був створений на завойованих турками землях Герцеговини у 1470 році.
Тоді ж у Герцеговинський санджак увійшли чорногорські землі Брди і Примор'я, в той час як Стара Чорногорія опинилася в складі Скадарського санджаку.
Адміністративний центр санджаку почергово перебував у містах Фоча (до 1572 року) і Плєвля, східна Герцеговина.
З 1580 року — Герцеговинський санджак у складі Боснійського еялету.
У 1833 році перетворений в боснійську автономію Герцеговинский еялет.
У 1867 році Герцеговинський санджак в складі Боснійського вілаєта.

## Санджак беї
- 1469—1474 — Хамза-бег
- 1504—1506 — Хадим Сінан-паша[2]
- Касим-Бей[3]
- Кара Осман-бек[4]
- 1547—1550 — Сінан-паша[5]
- 1550—1561 — Мехмед-бей Обронович
- 1561—1563 — Малкоч-бег[6]
- Сінан-бей Болянович
- 1567—1569 — Хусейн-паша
- 1586—1593 — Султанзаде
- 1654 — Алі-паша Ценгич
- 1664 — Арнаут Мустафа-паша[7]
- 1664 — Мухарем-паша[7]
- 1665 — Сохраб Мехмед-паша[7]
- 1666 — Косе Алі-паша[7]
- 1667 — Ібрагім Паша Тешняк[7]
- 1702 — Мустафа-бек
- 1718—1719 — Алія[8]
- 1833—1851 — Алі-паша Різванбегович, візир Герцеговини